# Ed Shaughnessy
Edwin Thomas „Ed“ Shaughnessy (* 29. Januar 1929 in Jersey City; † 24. Mai 2013 in Calabasas) war ein US-amerikanischer Jazz-Schlagzeuger.

## Werdegang
Shaughnessy lernte ab 1943 zunächst autodidaktisch Schlagzeug, erhielt dann aber Anleitung von dem mit ihm befreundeten Sid Catlett. Er begann seine professionelle Laufbahn 1946 mit Jack Teagarden und 1948 mit George Shearing, mit Georgie Auld und Charlie Ventura (1948 bis 1950). In den 1950er Jahren war er Mitglied der Bands von Benny Goodman (Europa-Tournee 1950, während der er bei der Roy Eldridge and His Little Jazz Vol. 1-Session mitwirkte) und Tommy Dorsey (1950), Lucky Millinder (1951) und arbeitete mit Johnny Richards. Danach begann er als Studiomusiker in New York zu arbeiten. Ende der 1950er Jahre hatte er mit Teddy Charles die Gruppe Jazz Four. Gleichzeitig studierte er Ende der 1950er Jahre Klavier, Kornett und Komposition.
Anfang der 1960er Jahre war er Partner von Count Basie (in fünf Alben-Aufnahmen) und wurde Mitglied des Orchesters der Tonight Show unter Doc Severinsen, dem er dreißig Jahre bis 1992 angehörte (ab 1972 in Los Angeles). Daneben war Shaughnessy ein gesuchter Big-Band-Musiker. 1962 war er Mitglied des Orchestra USA. Er arbeitete u. a. mit Gene Ammons, Roy Eldridge, Billie Holiday, Mundell Lowe, Teo Macero, Charles Mingus, Shirley Scott, Jack Sheldon und Horace Silver und ist auf über fünfhundert Alben zu hören.
Er leitete ab 1974 auch eine eigene Band, die Energy Force. In den 1980er und 90er Jahren unterrichtete er außerdem an der New York University und gab Kurse am Skidmore College, gab aber auch schon zuvor Unterricht in zahlreichen Clinics. 1990 erschien sein Album Jazz in the Pocket (mit seinem Quintett Jazz in the Pocket, Tom Peterson, Bruce Paulson, Tom Ranier, John Leitham).
Shaughnessy komponierte auch (Nigerian Walk, Blues Detambour).